# Estoa de Anfiareo

La Estoa de Anfiareo o Koimētērion (en griego antiguo: Κοιμητήριον) o Enkoimētērion (Ἐγκοιμητήριον) era una antigua estoa o pórtico con columnas y enkoimeterion en el santuario de Anfiareo, cerca de Oropo, en el este de Ática, Grecia. Sus ruinas se encuentran en el yacimiento arqueológico del santuario en el actual municipio de Oropo. 

## Historia
La estoa se construyó posiblemente a finales del período clásico, en torno a 360-358 a. C.. Se cree que fue donada por Amintas IV. Por otra parte, pudo haber sido construido por los  tebanos o por los propios oropeos. La estoa se utilizaba como parte de las funciones de adivinación y curación asociadas al culto de Anfiarao. Los peregrinos y pacientes dormían en la estoa, con la esperanza de recibir presagios durante la noche que favorecieran la curación. El segundo nombre del edificio, (En)koimētērion, también hace referencia al sueño, que también se utilizó para edificios similares en Asclepieiones, entre otros. El edificio probablemente sustituyó a un pórtico con columnas anterior que se alzaba en su lado noroeste, en el emplazamiento de la posterior hilera de estatuas votivas.

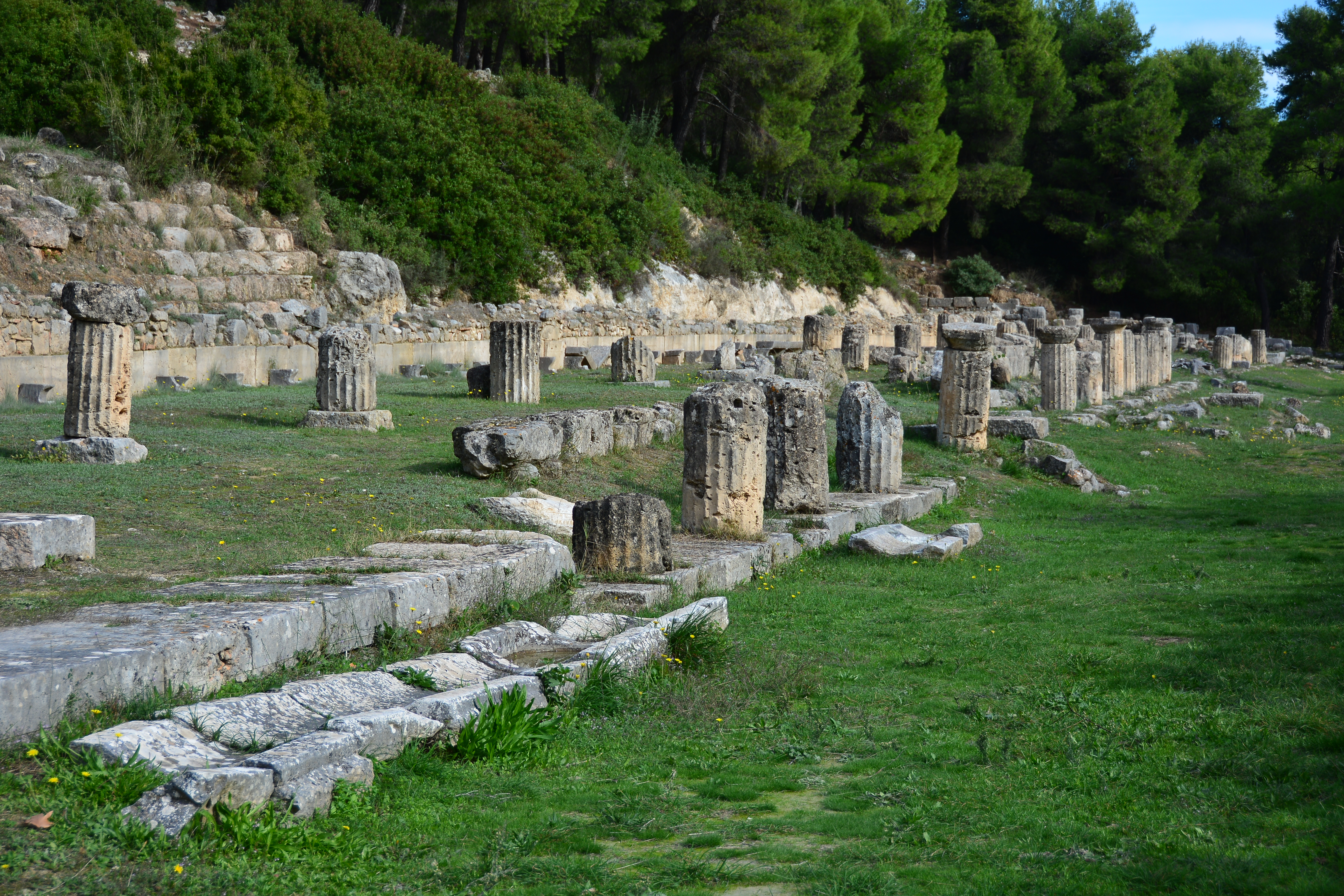
Ruinas de la estoa de Anfiareo.

El edificio fue modificado y ampliado posteriormente, y probablemente restaurado en la época romana. Las excavaciones arqueológicas del edificio se llevaron a cabo entre 1884 y 1887.

## Descripción
Se construyó en la ladera norte del santuario, al sureste del teatro de Anfiareo. Estaba situada en paralelo a la ladera, aproximadamente de noreste a suroeste, con la fachada orientada al sureste. El edificio medía unos 108,8 m de largo y 11,1 m de ancho. El estilóbato medía aproximadamente 110,2 m de largo y 11,5 m de ancho. La fachada de la estoa tenía 39 o 41 columnas dóricas. En el interior, el tejado estaba sostenido por 17 columnas jónicas, que dividían la estoa en dos naves. En cada extremo de la estoa había una sala de 10 x 5,5 m aproximadamente. Cada sala estaba separada de la otra por dos columnas y algún tipo de moldura. La larga pared interior del edificio estaba flanqueada por bancos de piedra, al parecer para dormir. Las habitaciones separadas podían estar reservadas a los dormitorios de los peregrinos.